# 云南锦鸡儿
云南锦鸡儿（学名：Caragana franchetiana）为豆科锦鸡儿属下的一个变种。

## 扩展阅读
維基物種上的相關：云南锦鸡儿